# Léopold Massiéra
Léopold Massiéra, né à Nice le 17 octobre 1920 et décédé le 5 décembre 1999, est un écrivain de langue française, spécialisé dans le roman populaire, policier et de science-fiction.

## Biographie
Il a écrit dans Le Hérisson et Cœurs Vaillants, ainsi que dans Ridendo. Il a également été le scénariste de plusieurs films.